# 맨체스터 테리어

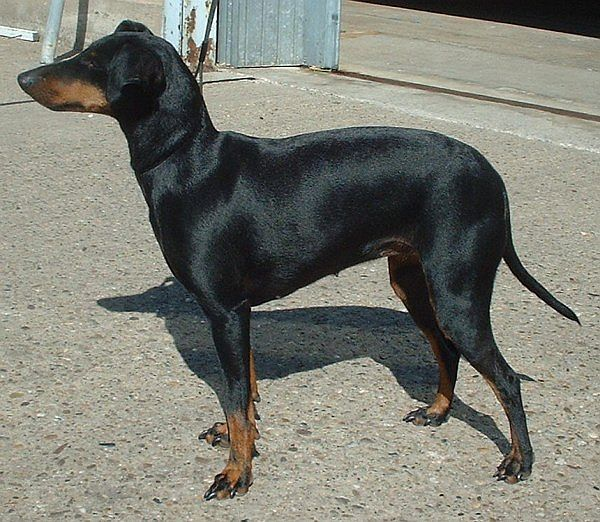
맨체스터 테리어

맨체스터 테리어(Manchester Terrier)는 영국 원산의 개이다. 크기는 소형으로 원래 쥐잡이견이나 사냥개로 길러졌으나 요즘은 애완견으로 많이 기른다. 어깨높이 38~40cm이고 체중은 5~10kg이다. 다른 개들과 달리 독립적인 경향이 있어 고양이처럼 주인한테도 약간 제멋대로 행동하는 경향이 있다. 대한민국에는 반입이 많이 되지 않았는데 그렇기 때문에 맨체스터테리어와 비슷하게 생겼으며 국내에 많이 반입이 된 미니어처 핀셔와 헷갈려서 가끔 잘못 구입하는 일이 생긴다. 대한민국의 애견샵에서도 맨체스터테리어를 잘 모르기 때문이 미니어처 핀셔인 줄 알고 그냥 내다 파는 경우가 흔하다.